# Wilson Francisco Alves
Wilson Francisco Alves, também conhecido como Capão (Rio de Janeiro, 21 de dezembro de 1927 — São Paulo, 12 de julho de 1998) foi um futebolista e treinador brasileiro.
O zagueiro teve os seus êxitos mais grandes como integrante do CR Vasco da Gama das décadas 1940 e 1950 conhecido como Expresso da Vitória e ganhou um Campeonato Sul-Americano de Futebol com a Seleção Brasileira. Um destaque da sua carreira como treinador foi ganhar um Campeonato Paranaense com Grêmio Maringá.

## Carreira

### Jogador
Wilson ensaiou os seus primeiros passos no futebol aos 11 anos no time local de EC São José no Rio de Janeiro.
Em 1943 aos 15 para 16 anos chega para o quadro amador do CR Vasco da Gama e joga no time principal em 1947 até julho de 1952, ganhando três vezes o Campeonato Carioca de 1947, 1949 e 1950. Foi destaque no Campeonato Sul-Americano de Campeões de 1948, o antecessor histórico da Copa Libertadores, sendo relatado que Wilson no jogo decisivo do torneio versos o CA River Plate da Argentina marcara o jovem Alfredo Di Stéfano com perfeição.
Wilson foi titular da Seleção Brasileira que conquistou o Campeonato Sul-Americano de 1949. Fez um total de cinco jogos pelo Brasil, todas partidas no Sul-Americano.
Posteriormente, atuou pela Portuguesa. 
Em janeiro de 1955, se transfere para o Santos FC, onde ganhou duas vezes o Campeonato Paulista.

### Treinador
Wilson, frequentemente chamado o Capão, por ter nascido no Morro do Capão no Rio, continuava sua carreira como treinador dirigindo, primeiramente, o Jabaquara e posteriormente o Taquaritinga, em 1960. 
Depois foi para o São Bento, levando o time de Sorocaba ao título inédito do Paulistinha em 1962 e o acesso à elite do futebol estadual. Com o clube, também foi bicampeão Paulista do interior dos anos 1964 e 1965. 
Comandou a Portuguesa de Desportos nos Torneios Roberto Gomes Pedrosa dos anos 1966 e 1967. 
Trabalhou no América FC do São José do Rio Preto (SP) sete vezes entre 1968 e 1987. Pelo clube, em 1972, o time rio-pretense faturou a taça dos invictos ao completar 17 jogos sem derrotas no Paulistinha.
Entre 1977 e 1982 dirigiu Grêmio Maringá e EC Comercial do Campo Grande (MS). 
Com Grêmio Maringá ganhou o Campeonato Paranaense de 1977, derrotando o Coritiba Foot Ball Club nos finais com resultados de 1-0 e 1-1.
Treinou também numerosos outros clubes do interior.
Um artigo na revista Placar de 1975 dedicado ao Wilson descreveu lhe "o treinador mais bem pago do interior - não acredita em estratégias complicadas."

## Títulos

### Como jogador
Vasco da Gama
- Torneio Municipal de Futebol do Rio de Janeiro: 1947
- Taça Centenários de Portugal: 1947
- Campeonato Sul-Americano de Clubes Campeões: 1948
- Torneio Gerson dos Santos Coelho: 1948
- Campeonato Carioca: 1947, 1949 e 1950

Santos
- Campeonato Paulista: 1955[4] e 1956[11]

Seleção Brasileira
- Campeonato Sul-Americano: 1949[3]

### Como treinador
São Bento
- Campeonato Paulista - Série A2: 1962

Grêmio Maringá
- Campeonato Paranaense: 1977

## Morte
Wilson Francisco Alves, o Capão, faleceu no 12 de julho de 1998 a idade de 70 anos. No mesmo dia o Brasil perdeu o final da Copa do Mundo na França.